# 이라크 안보군
이라크 안보군(아랍어: القوة البرية العراقية, 영어: Iraq Security Force (ISF))은 미국 국방부에서 이라크의 연방 정부군 및 사법 기관에 대해 쓰는 표현이다. 2009년 10월 기준으로 226,000명의 병력을 보유하고 있으며, 이라크군뿐만 아니라 이라크 경찰, 인민동원군 등도 이 부대에 포함되어 있다.